# شهرستان فاکنر (آرکانزاس)
شهرستان فاکنر (به انگلیسی: Faulkner County, Arkansas) شهرستانی در ایالات متحده آمریکا است که در آرکانزاس واقع شده‌است.

## خصوصیات
شهرستان فاکنر ۱٬۷۱۹٫۷۶ کیلومترمربع مساحت دارد.